# ハンスキア (小惑星)
ハンスキア (1118 Hanskya) は小惑星帯に位置する小惑星である。ソ連の天文学者セルゲイ・イワノヴィッチ・ベリャフスキーとニコライ・イワノフがシメイズ観測所で発見した。
ロシアの天文学者アレクセイ・ハンスキイ（Алексей Павлович Ганский、Alexej Pavlovich Hansky、1870年 - 1908年）に因んで命名された。
2010年1月に東京都で掩蔽が観測された。